# Echipa națională de baschet masculin a Spaniei
Echipa masculină de baschet a Spaniei este echipa națională care reprezintă Spania în competițiile interțări oficiale sau amicale de baschet masculin. Echipa este guvernată de Federația Spaniolă de Baschet (Federación Española de Baloncesto; FEB).
Spania a fost prezentă de 32 de ori la Campionatul European de Baschet, competiție pe care a câștigat-o de trei ori, de șase ori a terminat pe locul al doilea și de patru ori a terminat pe locul al treilea. Echipa a jucat de 12 ori la Jocurile Olimpice și de 12 ori la Cupa Mondială de Baschet, competiție pe care a câștigat-o de două ori în 2006 și 2019.